# 岐阜市民総合体育館
岐阜市民総合体育館（ぎふしみんそうごうたいいくかん）は、岐阜県岐阜市にある総合体育館である。

## 概要
1970年（昭和45年）10月開館。
指定管理者制度を導入しており、岐阜南スポーツコミュニティが管理運営する。

## 施設
1階
- 事務室
- 談話室
- 会議室（1・2）
- 卓球場
- 相撲場
- トレーニングルーム（1・2）
- 格技場

2階
- 競技場

広さは1,080㎡
バスケットボール2面、バレーボール2面、バドミントン6面、卓球16台の使用が可能
- 剣道場
- 柔道場

3階
- 弓道場
- 射撃場
- 観覧席（固定席：180席）

## 利用案内
- 住所：岐阜県岐阜市九重町4丁目24番地
- 開館時間：9:00〜21:00
- 休館日：年末年始（12月29日〜1月3日）

## 交通アクセス
- 名鉄各務原線 「田神駅」下車、徒歩で約15分。
- 岐阜バス「岐阜日産前」バス停より徒歩で約10分
  - 岐阜駅（JR岐阜駅バスターミナル）・名鉄岐阜駅（岐阜バスターミナル、名鉄岐阜のりば）より、岐阜日野線【B65】日野西。岐阜関線【B81】せき東山、【B83】岐阜医療科学大 。大洞団地線【B74】大洞緑団地。岐阜美濃線【B87】中濃庁舎。岐阜聖徳学園大学線【B52】富田学園、【B53】水海道。尾崎団地線【B55】【B58】諏訪山団地、【B56】【B59】各務原高校 、【B57】テクノプラザ。岐阜各務原線【B32】各務西町営業所。
  - 最寄りバス停は岐阜各務原線「曙町」バス停（徒歩約3分）だが、平日3本のみの運行である。
- いいバス「岐阜曙郵便局」バス停より徒歩で約12分。
- 長森ふれあいバス「競輪場北」バス停より徒歩で約5分。

## 周辺施設
- 岐阜競輪場
- 岐阜市勤労会館
- 岐阜市立梅林中学校
- 岐阜県公衆衛生検査センター
- 岐阜乗合自動車本社
- 岐阜市岐陽体育館　（旧・岐阜市立岐陽中学校体育館）
- 岐陽運動場　（旧・岐阜市立岐陽中学校跡地）